# Bruce Eglinton
Bruce Eglinton (ur. 30 czerwca 1938 w Nowym Jorku, zm. 26 sierpnia 2015 w Rochester) – amerykański kierowca wyścigowy, projektant.

## Życiorys
Urodził się w Nowym Jorku. Dorastał w Wenezueli oraz na Kubie. Ukończył California Institute of Technology. Ściganie rozpoczął w 1959 roku. Na początku lat 60. Eglinton rozpoczął rywalizację w Formule Junior w Stanach Zjednoczonych, gdzie ścigał się Lotusami. W roku 1962 rywalizował Lotusem 18, zajmując nim między innymi piąte miejsce w wyścigu Las Vegas Road Races oraz drugie w drugim biegu w zawodach w Marchbanks. Rok później zmienił pojazd na Lotusa 20. W 1963 roku nadal rywalizował Lotusem, wygrywając wyścig w Tucson.
W roku 1964 Eglinton przeniósł się do Europy, aby uczestniczyć w zawodach Formuły 3. Ścigał się on Lotusem 27 w barwach zespołu Iana Raby'ego. 13 września wygrał zawody Flugplatzrennen Wunstorf. W maju był drugi w wyścigach na torach: Aintree, Goodwood i Magny-Cours. Ponadto zajął między innymi czwarte miejsce podczas wyścigów na Monzy i Nogaro oraz piąte na Circuit de La Châtre i Autodrome de Linas-Montlhéry. Wywalczył również pole position do wyścigu Schleizer Dreieckrennen. Okazyjnie ścigał się wówczas także w Stanach Zjednoczonych, jednak bez sukcesów.
W tym okresie Eglinton podjął pracę w firmie Le Grand, gdzie był odpowiedzialny za projektowanie samochodów wyścigowych dla Formuły B i Formuły C. W 1967 roku ponownie ścigał się w Europie. Jego najlepszym osiągnięciem było czwarte miejsce w wyścigu w Schleizu.
W 1968 roku podczas testów wskutek zablokowania przepustnicy miał poważny wypadek, w wyniku którego doznał poważnych poparzeń. Rekonwalescencja zajęła mu 15 miesięcy oraz kosztowała 75 tysięcy dolarów. Do ścigania powrócił w 1971 roku, uczestnicząc Lotusem 70 w SCCA Continental Championship (Formuła 5000). Nie ukończył jednak żadnego wyścigu. W połowie sezonu pożar zniszczył należącą do Eglintona lawetę, zapasowy silnik i części, co zmusiło Amerykanina do zarzucenia startów. Plany uczestnictwa w pełnym sezonie 1972 nie powiodły się wskutek braku funduszy.
Zmarł w sierpniu 2015 roku w klinice Mayo w Rochester.

## Wyniki
| Legenda oznaczeń w tabelach wyników Wyświetl szablon na nowej stronie | Legenda oznaczeń w tabelach wyników Wyświetl szablon na nowej stronie                                                                     |
| Oznaczenie                                                            | Wyjaśnienie |
| --------------------------------------------------------------------- | --- |
| Złoty                                                                 | Zwycięzca lub mistrzostwo |
| Srebrny                                                               | 2. miejsce lub wicemistrzostwo |
| Brązowy                                                               | 3. miejsce lub II wicemistrzostwo |
| Zielony                                                               | Ukończył, punktował (w klasyfikacji generalnej, gdy zdobył co najmniej jeden punkt na przestrzeni sezonu, poza trzema powyższymi opcjami) |
| Niebieski                                                             | Ukończył, nie punktował (w klasyfikacji generalnej, gdy nie zdobył co najmniej jednego punktu na przestrzeni sezonu)                      |
| Czerwony                                                              | Nie zakwalifikował się (NZ) |
| Czerwony                                                              | Nie prekwalifikował się (NPK) |
| Różowy                                                                | Nie ukończył (NU) |
| Różowy                                                                | Niesklasyfikowany (NS) (w klasyfikacji generalnej, gdy nie został sklasyfikowany w żadnym wyścigu sezonu)                                 |
| Czarny                                                                | Zdyskwalifikowany (DK) |
| Czarny                                                                | Wykluczony (WYK/EX) |
| Biały                                                                 | Nie wystartował (NW) |
| Biały                                                                 | Kontuzjowany (K/INJ) |
| Biały                                                                 | Wyścig odwołany (OD/C) |
| Bez koloru                                                            | Został wycofany (WYC/WD) |
| Bez koloru                                                            | Nie przybył (NP/DNA) |
| Bez koloru                                                            | Nie brał udziału w treningach (NT/DNP) |
| Bez koloru                                                            | Nie został zgłoszony (–) |
| Pogrubienie                                                           | Start z pole position |
| Kursywa                                                               | Najszybsze okrążenie wyścigu |
| †                                                                     | Nie ukończył, ale jego rezultat został zaliczony ze względu na przejechanie więcej niż 90% dystansu wyścigu.                              |
| *                                                                     | Sezon w trakcie |
| 1/2/3                                                                 | Punktowana pozycja w sprincie kwalifikacyjnym                                                                                             |
| Lista systemów punktacji Formuły 1                                    | |

### Formuła 3
| Rok  | Zespół                    | Samochód   | Silnik | Wyniki w poszczególnych eliminacjach | Wyniki w poszczególnych eliminacjach | Wyniki w poszczególnych eliminacjach | Wyniki w poszczególnych eliminacjach | Wyniki w poszczególnych eliminacjach | Wyniki w poszczególnych eliminacjach | Wyniki w poszczególnych eliminacjach | Wyniki w poszczególnych eliminacjach | Wyniki w poszczególnych eliminacjach | Wyniki w poszczególnych eliminacjach | Wyniki w poszczególnych eliminacjach | Wyniki w poszczególnych eliminacjach | Wyniki w poszczególnych eliminacjach | Wyniki w poszczególnych eliminacjach | Wyniki w poszczególnych eliminacjach | Wyniki w poszczególnych eliminacjach | Wyniki w poszczególnych eliminacjach | Wyniki w poszczególnych eliminacjach |
| 1964 |                           |            |        | Wielka Brytania                      | Wielka Brytania                      | Francja                              | Francja                              | Francja                              |                                      | Włochy                               | Francja                              | Francja                              |                                      | Wielka Brytania                      | Francja                              | Francja                              | Belgia                               | Wielka Brytania                      |                                      | Włochy                               | Włochy                               |
| ---- | ------------------------- | ---------- | ------ | ------------------------------------ | ------------------------------------ | ------------------------------------ | ------------------------------------ | ------------------------------------ | ------------------------------------ | ------------------------------------ | ------------------------------------ | ------------------------------------ | ------------------------------------ | ------------------------------------ | ------------------------------------ | ------------------------------------ | ------------------------------------ | ------------------------------------ | ------------------------------------ | ------------------------------------ | ------------------------------------ |
| 1964 | Ian Raby Racing           | Lotus 27   | Ford   | 2                                    | 2                                    | 5                                    | 2                                    | 5                                    | NU                                   | 4                                    | NU                                   | 9                                    | NU                                   | 4                                    | NU                                   | 4                                    | 8                                    | NU                                   | 1                                    | NU                                   | NZ                                   |
| 1967 |                           |            |        | Dania                                | Włochy                               | Dania                                | Francja                              | Francja                              | Portugalia                           | Portugalia                           | Finlandia                            |                                      | Czechosłowacja                       | Dania                                |                                      |                                      |                                      |                                      |                                      |                                      |                                      |
| 1967 | Le Grand Cars             | Le Grand 5 | Ford   | NU                                   | NU                                   | -                                    | NZ                                   | -                                    | -                                    | NU                                   | NU                                   | 4                                    | NU                                   | 12                                   |                                      |                                      |                                      |                                      |                                      |                                      |                                      |
| 1967 | Anglo-Spanish Racing Team | Le Grand 5 | Ford   | -                                    | -                                    | NU                                   | -                                    | -                                    | -                                    | -                                    | -                                    | -                                    | -                                    | -                                    |                                      |                                      |                                      |                                      |                                      |                                      |                                      |
| 1967 | MG Wilshin                | Le Grand 5 | Ford   | -                                    | -                                    | -                                    | -                                    | 10                                   | NU                                   | -                                    | -                                    | -                                    | -                                    | -                                    |                                      |                                      |                                      |                                      |                                      |                                      |                                      |

### SCCA Continental Championship
| Rok  | Zespół                | Samochód | Silnik | Wyniki w poszczególnych eliminacjach | Wyniki w poszczególnych eliminacjach | Wyniki w poszczególnych eliminacjach | Wyniki w poszczególnych eliminacjach | Wyniki w poszczególnych eliminacjach | Wyniki w poszczególnych eliminacjach | Wyniki w poszczególnych eliminacjach | Wyniki w poszczególnych eliminacjach | Wyniki w poszczególnych eliminacjach | Pkt. | Msc. |
| ---- | --------------------- | -------- | ------ | ------------------------------------ | ------------------------------------ | ------------------------------------ | ------------------------------------ | ------------------------------------ | ------------------------------------ | ------------------------------------ | ------------------------------------ | ------------------------------------ | ---- | ---- |
| 1971 |                       |          |        | Stany Zjednoczone                    | Stany Zjednoczone                    | Stany Zjednoczone                    | Stany Zjednoczone                    | Stany Zjednoczone                    | Stany Zjednoczone                    | Stany Zjednoczone                    | Stany Zjednoczone                    |                                      | 0    | NS   |
| 1971 | Eglington Racing Ent. | Lotus 70 | Ford   | NU                                   | NU                                   | NU                                   | NU                                   | NU                                   | -                                    | -                                    | -                                    |                                      | 0    | NS   |
| 1972 |                       |          |        | Stany Zjednoczone                    | Stany Zjednoczone                    | Stany Zjednoczone                    | Stany Zjednoczone                    | Stany Zjednoczone                    | Stany Zjednoczone                    | Stany Zjednoczone                    | Stany Zjednoczone                    |                                      | 0    | NS   |
| 1972 | Eglinton Racing Ent.  | Lotus 70 | Ford   | NU                                   | -                                    | -                                    | -                                    | -                                    | -                                    | -                                    | -                                    |                                      | 0    | NS   |
| 1973 |                       |          |        | Stany Zjednoczone                    | Stany Zjednoczone                    | Stany Zjednoczone                    | Stany Zjednoczone                    | Stany Zjednoczone                    | Stany Zjednoczone                    | Stany Zjednoczone                    | Stany Zjednoczone                    | Stany Zjednoczone                    | 0    | NS   |
| 1973 | Eglinton Racing Ent.  | Lotus 70 | Ford   | ?                                    | ?                                    | -                                    | -                                    | -                                    | NZ                                   | -                                    | -                                    | -                                    | 0    | NS   |